# Чемпіонат світу з футболу 2030
Чемпіонат світу з футболу 2030 — 24-й чемпіонат світу з футболу ФІФА, який буде проведено 2030 року.
Вперше господарями турніру стали країни з різних континентів: Іспанія, Португалія та Марокко. Також Аргентина, Парагвай та Уругвай відзначатимуть 100 років після проведення першого чемпіонату світу з футболу в Уругваї. Перший матч, включаючи святкування сторіччя турніру, буде проведений на стадіоні «Сентенаріо» в Монтевідео, Уругвай. Другий та третій матчі відбудуться в Аргентині та Парагваї відповідно. Решта матчів відбудуться в Іспанії, Португалії та Марокко.

## Вибір господаря
Претенденти
- Уругвай,  Аргентина,  Парагвай та  Чилі[2]
- Іспанія та  Португалія[3][4][5][6], згодом приєдналася  Україна[7][8], але врешті вибула.
- Марокко та  Туніс[9][10]
- Єгипет[11]
- Єгипет,  Греція та  Саудівська Аравія[12][13][14][15]
- Англія,  Шотландія,  Уельс,  Північна Ірландія та  Ірландія[16][17]
- Греція,  Болгарія,  Сербія та  Румунія[18]
- Південна Корея (додатково  Північна Корея,  Японія та  КНР)[19]
- Колумбія,  Еквадор та  Перу[20][21][22]

4 жовтня 2023 року було визначено країни-господарі: Іспанія, Португалія та Марокко приймуть основну частину матчів, а в Аргентині, Парагваї та Уругваї проведуть по одному матчу. 11 грудня 2024 року ФІФА затвердило це рішення.

## Учасники

Кваліфікована команда
Команда може кваліфікуватися
Команда не кваліфікувалася
Команда знялася чи була відсторонена
Не є членом ФІФА

### Кваліфікація
На даний момент кваліфікувалися тільки збірні приймаючих країн. Вакантними залишаються 42 місця:
КАФ (1)
- Марокко (господар)

КОНМЕБОЛ (3)
- Аргентина (господар матчів-відкриття)
- Парагвай (господар матчів-відкриття)
- Уругвай (господар матчів-відкриття)

УЄФА (2)
- Португалія (господар)
- Іспанія (господар)